# تل عبادة
تل عبادة (بالكردية: گردي عوباده) مستوطنة أثرية بنيت على تل، في محافظة ديالى شمال العراق.
نُقب في التل كجزء من عملية إنقاذ أثري للمواقع التي غمرتها مياه خزان سد حمرين. كشفت الحفريات عن آثار تعود إلى فترات العبيد الأولى والثانية والثالثة. يعد الموقع في غاية الأهمية لأنه كان واحداً من المواقع القليلة التي وجدت فيها مستوطنة بشرية سليمة تعود لفترة العبيد.

## الموقع وبيئته
يقع الموقع في سفوح جبال زاغروس في منطقة حمرين شرقي نهر ديالى جنوب شرق ناحية السعدية. تبلغ أبعاد الموقع 190 × 150 مترًا وترتفع 3.5 مترًا فوق السهل المحيط بها. ويوجد موقع آخر قريب منها يعود كذلك لفترة العبيد هو تل راشد، الذي يقع على بعد 12 كيلومتراً شمال تل عبادة.

## تاريخ التنقيب
نقب في تل عبادة لموسم واحد من ديسمبر 1977 حتى يوليو 1978 تحت إشراف عالم الآثار العراقي صباح عبود جاسم. حيث حُفر حوالي 80 ٪ من الموقع ووصلوا إلى ما يعرف بـ "التربة العذراء" والتي هي التربة التي لم يمسها النشاط البشري في موقعين. إن التنقيب شبه الكامل لهذا التل جعله موقعًا مهمًا لدراسة فترة العبيد.

## تاريخ الموقع
استخدم التل في ثلاث فترات تاريخية مختلفة في القرن الخامس قبل الميلاد. حيث بين التنقيب إن تلك الآثار تعود إلى فترتي سامراء وفترة العبيد الثالثة.
تتكون البقايا المعمارية من منزلين يحتويان عدة غرف مستطيلة ذات جدران مغطاة بالجبس.يعتقد علماء الآثار أن هذه المباني موقع لإنتاج الفخار بناءً على وجود أواني تخزين كبيرة حمراء وثلاثة أفران قريبة. كانت الأفران موجودة في منطقة مفتوحة بأنواع وأشكال مختلفة. استخدمت تلك الأفران في صناعة الفخار وطبخ الطعام أيضاً.
عُثر على كميات كبيرة من الآثار تعود الى فترة سامراء والعبيد الأولى وتلك الآثار كانت مجموعة واسعة من الأشكال الهندسية الزخرفية المختلفة، كالسيراميك والأواني الملونة. ويبدو أنه كان هناك فجوة تاريخية بين استخدام التل في فترة العبيد الثانية والثالثة.

### مدافن التل
اكتشف 127 قبر لأطفال دفنوا في التل. كان معظم هؤلاء الأطفال دون سن الثانية. وُضعت الجثث في إناء صغير داخل وعاء أكبر دُفن بدوره تحت أرضيات المنازل. ما يقرب من نصف المدافن جاءت من "المبنى-أ"، كما أن جدران هذا المبنى مزخرفة بنقوش هندسية كثيرة مما يدل على الأهمية الدينية له عند سكان التل قديماً.